# 1992-es Formula–1 magyar nagydíj
A magyar nagydíj volt az 1992-es Formula–1 világbajnokság tizenegyedik futama.

## Futam
A Hungaroringen Patrese indult a pole-ból Mansell előtt. A rajtnál az olasz megtartotta a vezetést, míg Mansellt Senna és Berger is megelőzte. Mansell a 8. körben megelőzte Bergert, de nem sikerült Senna elé kerülnie. A 31. körben a brit hibázott, Berger megelőzte, de Mansell néhány kör múlva visszaelőzte az osztrákot. A 39. körben Patrese kicsúszott, a 7. helyre tért vissza, de motorja ezután tönkrement. Patrese kiesésével Mansell a második helyen haladt, ami elég volt bajnoki címe bebiztosításához, ezután nem üldözte tovább Sennát, aki végül megnyerte a versenyt. Mansellnek azonban problémája akadt, majd boxkiállása után csak a hatodik helyre tért vissza. A brit megelőzte Häkkinent, majd Brundle-t és Bergert, míg az előtte haladó Schumacher balesetezett, így Mansellnek sikerült a bajnoki címéhez szükséges második helyen célbaérnie. Ez volt a történelmi Brabham csapat utolsó versenye.
| Helyezés | #  | Versenyző          | Csapat/Motor          | Futott körök | Idő/Kiesés oka | Rajthely | Pontszám |
| -------- | -- | ------------------ | --------------------- | ------------ | -------------- | -------- | -------- |
| 1        | 1  | Ayrton Senna       | McLaren-Honda         | 77           | 1:46:19,216    | 3        | 10       |
| 2        | 5  | Nigel Mansell      | Williams-Renault      | 77           | + 40,139       | 2        | 6        |
| 3        | 2  | Gerhard Berger     | McLaren-Honda         | 77           | + 50,782       | 5        | 4        |
| 4        | 11 | Mika Häkkinen      | Lotus-Ford            | 77           | + 54,313       | 16       | 3        |
| 5        | 20 | Martin Brundle     | Benetton-Ford         | 77           | + 57,498       | 6        | 2        |
| 6        | 28 | Ivan Capelli       | Ferrari               | 76           | + 1 kör        | 10       | 1        |
| 7        | 9  | Michele Alboreto   | Footwork-Mugen-Honda  | 75           | + 2 kör        | 7        |          |
| 8        | 4  | Andrea de Cesaris  | Tyrrell-Ilmor         | 75           | + 2 kör        | 19       |          |
| 9        | 17 | Paul Belmondo      | March-Ilmor           | 74           | + 3 kör        | 17       |          |
| 10       | 33 | Maurício Gugelmin  | Jordan-Yamaha         | 73           | + 4 kör        | 21       |          |
| 11       | 8  | Damon Hill         | Brabham-Judd          | 73           | + 4 kör        | 25       |          |
| Kiesett  | 19 | Michael Schumacher | Benetton-Ford         | 63           | Szárnytörés    | 4        |          |
| Kiesett  | 6  | Riccardo Patrese   | Williams-Renault      | 55           | Motorhiba      | 1        |          |
| Kiesett  | 22 | Pierluigi Martini  | Dallara-Ferrari       | 40           | Váltó          | 26       |          |
| Kiesett  | 30 | Katajama Ukjó      | Larrousse-Lamborghini | 35           | Motorhiba      | 20       |          |
| Kiesett  | 27 | Jean Alesi         | Ferrari               | 14           | Kicsúszás      | 9        |          |
| Kiesett  | 29 | Bertrand Gachot    | Larrousse-Lamborghini | 13           | Ütközés        | 15       |          |
| Kiesett  | 10 | Szuzuki Aguri      | Footwork-Mugen-Honda  | 13           | Ütközés        | 14       |          |
| Kiesett  | 3  | Olivier Grouillard | Tyrrell-Ilmor         | 13           | Ütközés        | 22       |          |
| Kiesett  | 16 | Karl Wendlinger    | March-Ilmor           | 13           | Ütközés        | 23       |          |
| Kiesett  | 32 | Stefano Modena     | Jordan-Yamaha         | 13           | Ütközés        | 24       |          |
| Kiesett  | 14 | Eric van de Poele  | Fondmetal-Ford        | 2            | Kicsúszás      | 18       |          |
| Kiesett  | 25 | Thierry Boutsen    | Ligier-Renault        | 0            | Ütközés        | 8        |          |
| Kiesett  | 26 | Érik Comas         | Ligier-Renault        | 0            | Ütközés        | 11       |          |
| Kiesett  | 15 | Gabriele Tarquini  | Fondmetal-Ford        | 0            | Ütközés        | 12       |          |
| Kiesett  | 12 | Johnny Herbert     | Lotus-Ford            | 0            | Ütközés        | 13       |          |
| NK       | 24 | Gianni Morbidelli  | Minardi-Lamborghini   |              |                |          |          |
| NK       | 21 | Jyrki Järvilehto   | Dallara-Ferrari       |              |                |          |          |
| NK       | 23 | Alessandro Zanardi | Minardi-Lamborghini   |              |                |          |          |
| NK       | 34 | Roberto Moreno     | Moda-Judd             |              |                |          |          |
| NeK      | 35 | Perry McCarthy     | Moda-Judd             |              |                |          |          |

## A világbajnokság élmezőnyének állása a verseny után
| H  | Versenyzők         | Pont | H  | Konstruktőrök    | Pont |
| -- | ------------------ | ---- | -- | ---------------- | ---- |
| 1. | Nigel Mansell      | 92   | 1. | Williams-Renault | 132  |
| 2. | Riccardo Patrese   | 40   | 2. | McLaren-Honda    | 58   |
| 3. | Ayrton Senna       | 34   | 3. | Benetton-Ford    | 51   |
| 4. | Michael Schumacher | 33   | 4. | Ferrari          | 16   |
| 5. | Gerhard Berger     | 24   | 5. | Lotus-Ford       | 10   |

## Statisztikák
Vezető helyen:
- Riccardo Patrese: 38 (1-38)
- Ayrton Senna: 39 (39-77)

Ayrton Senna 35. nagydíj győzelme, Riccardo Patrese 8. pole-pozíciója, Nigel Mansell 28. leggyorsabb köre.
- McLaren 97. nagydíj győzelme

Ferrari 500. versenye.